# シャンドス子爵
シャンドス子爵（英: Viscount Chandos）は、連合王国貴族の子爵位。リトルトン男爵(コバム子爵)リトルトン家の分流であるオリヴァー・リトルトンが1954年に叙されたのに始まる。

## 歴史
第4代リトルトン男爵ジョージ・リトルトンの八男アルフレッド・リトルトンの息子にあたるオリヴァー・リトルトン(1893–1972)は、保守党の政治家として第1次チャーチル内閣で通商庁長官(在職1940年-1941年、1945年)や生産大臣(在職1942年-1945年)、植民地大臣(在職1951年-1954年)などを歴任し、1954年9月9日の勅許状により連合王国貴族爵位サウサンプトン州におけるアルダーショットのシャンドス子爵 (Viscount Chandos, of Aldershot in the County of Southampton)に叙せられた。
初代子爵の死後、その息子のアンソニー・アルフレッド・リトルトン(1920–1980)が2代子爵を継承した。2代子爵の死後はその息子のトマス・オーランド・リトルトン(1953-)が3代子爵を継承した。2018年現在の当主も彼である。

## 現当主の保有爵位
現当主である第3代シャンドス子爵トマス・リトルトンは以下の爵位を有する。
- 第3代サウサンプトン州におけるアルダーショットのシャンドス子爵(3rd Viscount Chandos, of Aldershot in the County of Southampton)
(1954年9月9日の勅許状による連合王国貴族爵位)
- ハンプシャー州アルダーショットのリトルトン男爵(Baron Lyttelton of Aldershot, of Aldershot in the County of Hampshire)
(2000年4月19日の勅許状による連合王国一代貴族爵位)

## シャンドス子爵 (1954年)
- 初代子爵オリヴァー・リトルトン (Oliver Lyttelton, 1893–1972)
- 2代子爵アンソニー・アルフレッド・リトルトン（英語版） (Antony Alfred Lyttelton, 1920–1980) - 先代の息子
- 3代子爵トマス・オーランド・リトルトン（英語版） (Thomas Orlando Lyttelton, 1953-) - 先代の息子
  - 法定推定相続人は、現当主の息子オリヴァー・アンソニー・リトルトン(Oliver Antony Lyttelton , 1986-)